# Discover

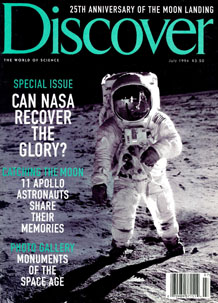
Numărul din iulie 1994 al revistei Discover

Discover este o revistă de știință americană destinată publicului larg, înființată în anul 1980 de compania Time Inc.. În anul 1986 revista avea un tiraj de 850.000 de exemplare. Revista a fost cumpărată de Walt Disney Company în anul 1991 și apoi vândută în anul 2005 omului de afaceri Bob Guccione Jr.. Tirajul în anul 2005 era de 870.000 exemplare.